# Jacob Anton De Haas
Jacob Anton De Haas (Ámsterdam, 3 de febrero de 1883-1963) fue un economista y educador neerlandés-estadounidense. Se desempeñó como profesor de gestión empresarial y contabilidad en la Universidad Erasmo de Róterdam de 1919 a 1921.
A partir de 1927 fue profesor en la Universidad de Harvard durante el resto de su carrera. Era conocido como un experto en comercio internacional.

## Biografía

### Primeros años
Nació en Ámsterdam en 1883 como hijo de Jacob de Haas y Antonia (Bemond) de Haas. Creció en Ámsterdam, donde realizó la educación primaria y secundaria. Viajó a Estados Unidos para realizar sus estudios de educación superior en la  Universidad Stanford y la Universidad de Harvard. En 1901 recibió su título AB en Stanford, en 1912 su maestría en Harvard y en 1915 fue ascendido nuevamente a Stanford.
Comenzó su vida laboral en 1914 como agente especial de la Comisión de Inmigración de California. De 1915 a 1917 fue profesor adjunto en la Universidad de Texas, y de 1919 a 1921 fue profesor de estudios empresariales y contabilidad en la Universidad Erasmo de Róterdam. Su tarea docente era "teoría empresarial, en particular técnica comercial y ciencias contables".

### Carrera
En 1921, partió hacia Estados Unidos, donde había recibido la nacionalidad estadounidense en 1917. Primero se convirtió en profesor en la Universidad de Washington y profesor de comercio exterior en la Universidad de Nueva York. En 1927 recibió un nombramiento permanente como profesor en la Universidad de Harvard. Además, fue profesor en el Naval War College desde 1928.
En la Segunda Guerra Mundial, fue consultor en el Departamento de Guerra de los Estados Unidos entre 1940 y 41, y de 1941 a 1943 en la Oficina del Coordinador de Asuntos Interamericanos. Fue nombrado aquí presidente de la División Económica del Comité de Planificación de Posguerra de los Países Bajos en 1942. Después de la guerra, él y J. A. C. Fagginger Auer recibió un premio del gobierno neerlandés por "el hecho de que durante la guerra ya habían hecho preparativos para ayudar a las universidades y escuelas superiores neerlandesas en la reconstrucción de sus equipos".
Publicó a lo largo de los años varios libros sobre comercio internacional, las partes involucradas, técnicas comerciales y formación de cárteles.

### Vida personal
Se casó con Hazel Gertrude Carus el 25 de diciembre de 1914, quien falleció el 12 de abril de 1922. El 28 de diciembre de 1922 se volvió a casar con Emily Haver.